# Doronicum calotum
Doronicum calotum là một loài thực vật có hoa trong họ Cúc. Loài này được (Diels) Q. Yuan mô tả khoa học đầu tiên năm 2008.